# Celdas reales negras
Celdas reales negras, enfermedad virósica que ataca las larvas de reinas.
El virus de las celdas reales o realeras negras de la reinas, ataca la larva de la reina en desarrollo, si la reina logra completar el desarrollo tiene una coloración marrón oscura. Se han encontrado abejas obreras contaminadas con partículas víricas, no presentando éstas sintomatología alguna. La acción del virus provoca la muerte de las reinas en los estadios de larva o prepupa, en estos casos los animales en desarrollo se vuelven oscuros y finalmente se descomponen, presentando las celdas reales manchas negras en sus paredes. Se desconocen sus mecanismos de transmisión, pero hay quienes especulan que probablemente el contagio se efectúe vía alimento.
Se trata de una enfermedad que los apicultores temen.